# Andeer
Andeer (, toponimo tedesco e romancio) è un comune svizzero di 915 abitanti del Canton Grigioni, nella regione Viamala.

## Geografia fisica

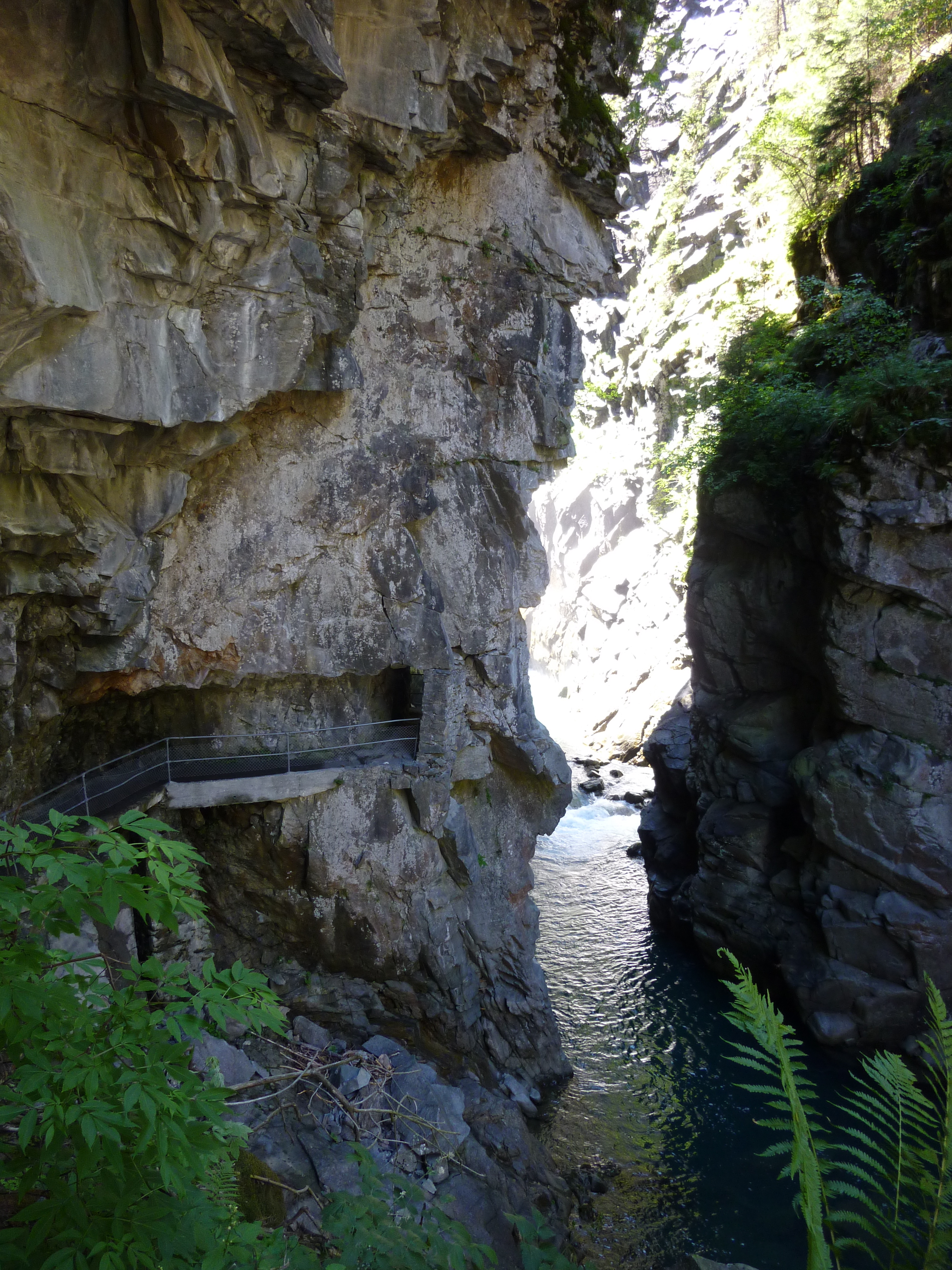
La gola della Rofla formata dal Reno Posteriore

Andeer è situato nella valle Schams (in romancio Val Schons), alla destra del Reno Posteriore; il punto più elevato del comune è la cima del Cufercalhorn (2 800 m s.l.m.), sul confine con i territori comunali di Sufers e Muntogna da Schons.

## Storia
L'odierna Andeer coincide forse con l'antica Lapidaria di epoca romana. I ritrovamenti di monete risalenti al primo periodo imperiale indicano che i Romani probabilmente già durante la conquista di Rezia ed arco alpino sotto Augusto (dal 15 a.C.), passarono dalla zona e che Lapidaria fosse un'importante tappa del viaggio attraverso le Alpi attraverso  la via Spluga, strada romana che metteva in comunicazione Milano con Lindau passando dal passo dello Spluga.
Nel corso del XIX secolo il paese conobbe prima un periodo di sviluppo legato alla connessione alla rete stradale (1818-1823), che comportò l'aumento dei transiti e del turismo, quindi una crisi dopo l'apertura della ferrovia del Gottardo (1882); dall'apertura della galleria stradale del San Bernardino, nel 1967, Andeer è tornata su una strada trafficata (Autostrada A13).
Il 1º gennaio 2009 Andeer ha inglobato i comuni soppressi di Clugin e Pignia.

## Monumenti e luoghi d'interesse
- Chiesa riformata[3], eretta nel 1673[senza fonte];
- Rovine della fortezza di Bärenburg (in romancio Balanburtg) nell'omonima località[5];
- Terme di Andeer, attive dal 1829 e ampliate nel 1982 con un nuovo edificio[3], attrezzate con una piscina di acqua minerale a 34 °C, coperta e scoperta, e una piscina scoperta aperta tutto l'anno[senza fonte];
- Gola della Rofla sulla Via Mala, formata dal Reno Posteriore[3];
- Diga di Bärenburg.

## Società

### Evoluzione demografica
L'evoluzione demografica è riportata nella seguente tabella:
Abitanti censiti

### Lingue e dialetti
Già paese di lingua romancia, Andeer si è progressivamente germanizzato tra il XIX e il XX secolo: la popolazione di lingua romancia è passata dall'80% nel 1860 al 15% nel 1990.

## Geografia antropica

### Frazioni

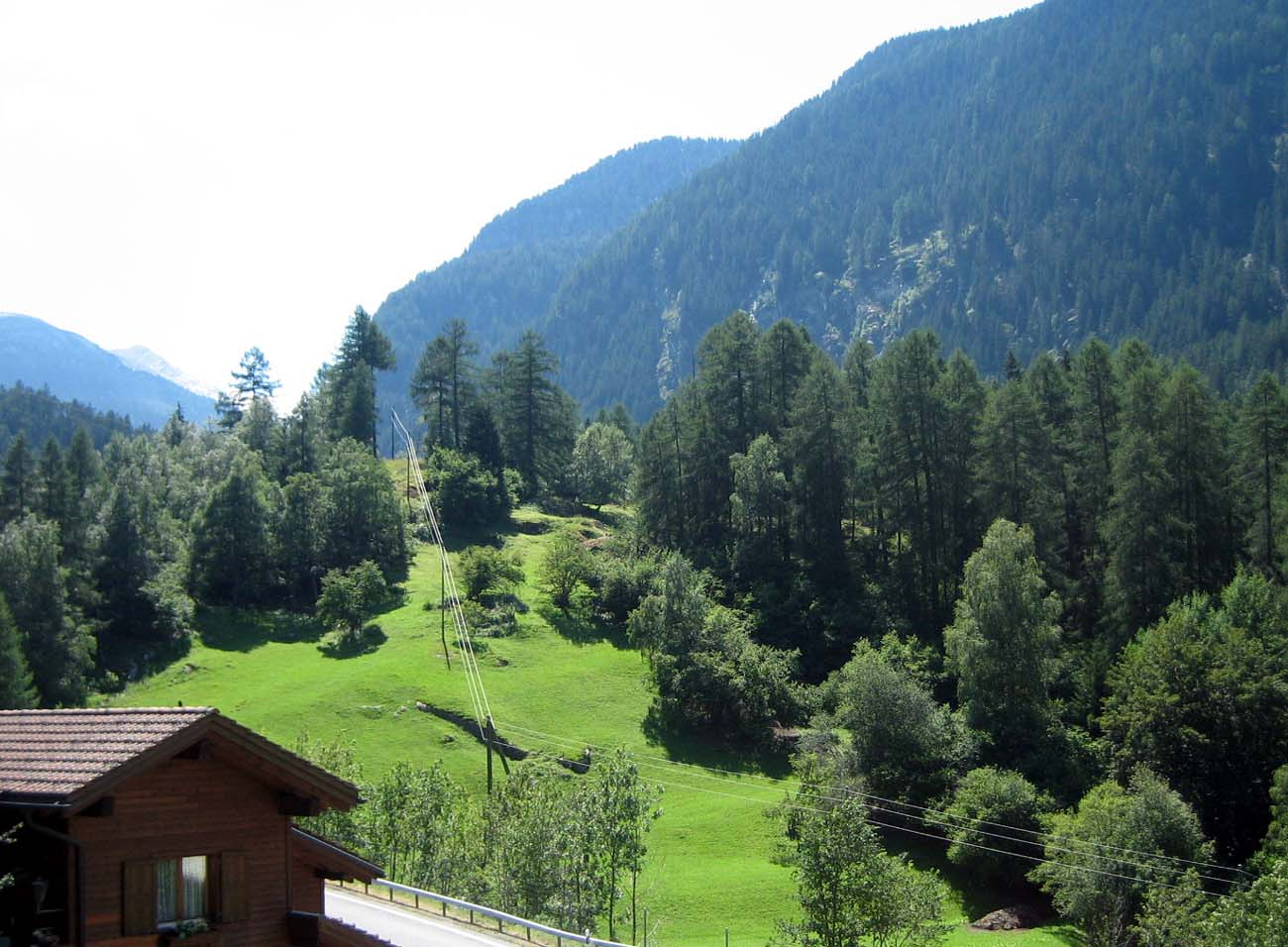
Bärenburg

Le frazioni di Andeer sono:
- Bärenburg[5]
- Clugin[7]
- Pignia[8]
  - Bogn

## Economia
L'economia locale trae impulso principalmente dal turismo estivo (terme ed escursionismo).

## Infrastrutture e trasporti
Andeer è servito dalle uscite autostradali di Andeer e Rofla-Avers, sulla A13/E43; dista 37 km da Coira, 80 km da Bellinzona. La stazione ferroviaria più vicina è quella di Thusis, a 13 km da Andeer.